# Hyposoter obliquus
Hyposoter obliquus är en stekelart som först beskrevs av André Seyrig 1935.  Hyposoter obliquus ingår i släktet Hyposoter och familjen brokparasitsteklar. Inga underarter finns listade i Catalogue of Life.